# Rezolucja Rady Bezpieczeństwa ONZ nr 2615
Rezolucja Rady Bezpieczeństwa ONZ nr 2615 została przyjęta jednogłosnie 22 grudnia 2021 r.
W treści rezolucji, Rada domagała się dostępu ludności afgańskiej do pomocy humanitarnej oraz wzywała wszystkie strony konfliktu do poszanowania praw człowieka..